# Tenuitellinata
Tenuitellinata es un género de foraminífero planctónico de la subfamilia Globigerinitinae, de la familia Candeinidae, de la superfamilia Globorotalioidea, del suborden Globigerinina y del orden Globigerinida. Su especie tipo es Globigerina angustiumbilicata. Su rango cronoestratigráfico abarca desde el Priaboniense (Eoceno superior) hasta la Actualidad.

## Descripción
Tenuitellinata incluía especies con conchas trocoespiraladas globigeriformes; sus cámaras eran subesféricas a ovaladas; sus suturas intercamerales eran rectas o curvas, e incididas; su contorno ecuatorial era lobulado, y subcuadrado a subredondeado; su periferia era redondeada; su ombligo era pequeño y profundo; su abertura principal era interiomarginal, umbilical o umbilical-extraumbilical, y rodeada por una labio grueso; presentaban pared calcítica hialina, microperforada, y superficie lisa o pustulada.

## Discusión
Clasificaciones posteriores han incluido Tenuitellinata en la familia Globigerinitidae.

## Ecología y Paleoecología
Tenuitellinata, como Tenuitella, incluye foraminíferos con un modo de vida planctónico, de distribución latitudinal cosmopolita, preferentemente templado, y habitantes pelágicos de aguas superficiales (medio epipelágico).

## Clasificación
Tenuitellinata incluye a las siguientes especies:
- Tenuitellinata angustiumbilicata
- Tenuitellinata juvenilis
- Tenuitellinata praestainforthi